# Марк Вудфорд
Марк Реймонд Вудфорд (англ. Mark Raymond Woodforde) — австралійський тенісист, що спеціалізувався на парній грі, олімпійський чемпіон та медаліст, багаторазовий переможець турнірів Великого шолома в парному розряді та міксті, колишня перша ракетка світу в парній грі. 
Більшість своїх титулів Вудфорд здобув у парі з Тоддом Вудбріджем. Їхня пара отримала у спортивних коментаторів та глядачів назву Вудіз. Досягнення Вудіз перевершили згодом брати Браяни — Майк та Боб. 
Золоту олімпійську медаль та звання олімпійського чемпіона Вудфорд здобув на Олімпіаді 1996 року в Атланті. Ця золота медаль означала для нього також завершення золотого шолома за кар'єру. Через чотири роки, в Сіднеї, Вудіз були другими, за що отримали срібні медалі.
Загалом Вудфорд здобув 12 титулів Великого шолома в парній грі та 5 в міксті.  У 2010 році Вудфорда, як і Вудбріджа, індуктовано до Міжнародної зали тенісної слави.

## Значні фінали

### Олімпіади

#### Парний розряд: 1 золота та 1 срібна медаль
| Результат | Дата | Турнір       | Поверхня | Партнер       | Супротивники                 | Рахунок            |
| --------- | ---- | ------------ | -------- | ------------- | ---------------------------- | ------------------ |
| Золото    | 2000 | Атланта 1996 | Хард     | Тодд Вудбрідж | Ніл Брод Тім Генман          | 6–4, 6–4, 6–2      |
| Срібло    | 2000 | Сідней 2000  | Хард     | Тодд Вудбрідж | Себастьян Ларо Деніел Нестор | 7–5, 3–6, 4–6, 6–7 |

### Турніри Великого шолома

#### Пари: 16 (12-4)
| Результат | Рік  | Турнір                                 | Покриття | Партнер       | Суперники                       | Рахунок                     |
| --------- | ---- | -------------------------------------- | -------- | ------------- | ------------------------------- | --------------------------- |
| Перемога  | 1989 | Відкритий чемпіонат США з тенісу       | Тверде   | Джон Макінрой | Кен Флек Роберт Сегусо          | 6–4, 4–6, 6–3, 6–3          |
| Перемога  | 1992 | Відкритий чемпіонат Австралії з тенісу | Тверде   | Тодд Вудбрідж | Келлі Джонс Рік Ліч             | 6–4, 6–3, 6–4               |
| Перемога  | 1993 | Вімблдонський турнір                   | Трава    | Тодд Вудбрідж | Грант Коннелл Патрік Гелбрайт   | 7–6, 6–3, 7–6               |
| Перемога  | 1994 | Вімблдонський турнір                   | Трава    | Тодд Вудбрідж | Грант Коннелл Патрік Гелбрайт   | 7–6, 6–3, 6–1               |
| Поразка   | 1994 | Відкритий чемпіонат США                | Тверде   | Тодд Вудбрідж | Якко Елтінг Паул Гаргейс        | 3–6, 6–7(6)                 |
| Перемога  | 1995 | Вімблдонський турнір                   | Трава    | Тодд Вудбрідж | Рік Ліч Скотт Мелвілл           | 7–5, 7–6, 7–6               |
| Перемога  | 1995 | Відкритий чемпіонат США                | Тверде   | Тодд Вудбрідж | Алекс О'Браєн Сендон Столл      | 6–3, 6–3                    |
| Перемога  | 1996 | Вімблдонський турнір                   | Трава    | Тодд Вудбрідж | Байрон Блек Грант Коннелл       | 4–6, 6–1, 6–3, 6–2          |
| Перемога  | 1996 | Відкритий чемпіонат США                | Тверде   | Тодд Вудбрідж | Якко Елтінг Паул Гаргейс        | 4–6, 7–6, 7–6               |
| Перемога  | 1997 | Відкритий чемпіонат Австралії          | Тверде   | Тодд Вудбрідж | Себастьян Ларо Алекс О'Браєн    | 4–6, 7–5, 7–5, 6–3          |
| Поразка   | 1997 | Відкритий чемпіонат Франції з тенісу   | Ґрунт    | Тодд Вудбрідж | Євген Кафельников Даніель Вацек | 6–7(12), 6–4, 3–6           |
| Перемога  | 1997 | Вімблдонський турнір                   | Трава    | Тодд Вудбрідж | Якко Елтінг Паул Гаргейс        | 7–6, 7–6, 5–7, 6–3          |
| Поразка   | 1998 | Відкритий чемпіонат Австралії          | Тверде   | Тодд Вудбрідж | Йонас Бйоркман Якко Елтінг      | 2–6, 7–5, 6–2, 4–6, 3–6     |
| Поразка   | 1998 | Вімблдонський турнір                   | Трава    | Тодд Вудбрідж | Якко Елтінг Паул Гаргейс        | 6–2, 4–6, 6–7(3), 7–5, 8–10 |
| Перемога  | 2000 | Відкритий чемпіонат Франції            | Ґрунт    | Тодд Вудбрідж | Паул Гаргейс Сендон Столл       | 7–6, 6–4                    |
| Перемога  | 2000 | Вімблдонський турнір                   | Трава    | Тодд Вудбрідж | Паул Гаргейс Сендон Столл       | 6–3, 6–4, 6–1               |

#### Мікст: 7 (5-2)
| Результат | Рік  | Турнір                                 | Покриття | Партнер                 | Суперники                              | Рахунок             |
| --------- | ---- | -------------------------------------- | -------- | ----------------------- | -------------------------------------- | ------------------- |
| Перемога  | 1992 | Відкритий чемпіонат Австралії з тенісу | Тверде   | Ніколь Брадтке          | Аранча Санчес Вікаріо Тодд Вудбрідж    | 6–3, 4–6, 11–9      |
| Перемога  | 1992 | Відкритий чемпіонат США з тенісу       | Тверде   | Ніколь Провіс           | Гелена Сукова Том Нейссен              | 4–6, 6–3, 6–3       |
| Перемога  | 1993 | Вімблдонський турнір                   | Трава    | Мартіна Навратілова     | Манон Боллеграф Том Нейссен            | 6–3, 6–4            |
| Поразка   | 1993 | Відкритий чемпіонат США                | Тверде   | Мартіна Навратілова     | Гелена Сукова Тодд Вудбрідж            | 3–6, 6–7            |
| Перемога  | 1995 | Відкритий чемпіонат Франції з тенісу   | Ґрунт    | Лариса Савченко-Нейланд | Джилл Гетерінгтон Джон-Лаффньє де Ягер | 7–6(10–8), 7–6(7–4) |
| Перемога  | 1996 | Відкритий чемпіонат Австралії          | Тверде   | Лариса Савченко-Нейланд | Ніколь Арендт Люк Єнсен                | 4–6, 7–5, 6–0       |
| Поразка   | 1996 | Вімблдонський турнір                   | Трава    | Лариса Савченко-Нейланд | Гелена Сукова Цирил Сук                | 6–1, 3–6, 2–6       |

## Фінали за кар'єру

### Парний розряд (67–24)
| Легенда                       |
| Великий шлем (12)             |
| Tennis Masters Cup (2)        |
| Золота олімпійська медаль (1) |
| Серія Мастерс ATP (14)        |
| Серія турнірів ATP (11)       |
| Тур ATP (27)                  |

| Титули за покриттям |
| Тверде (36)         |
| Ґрунт (9)           |
| Трава (10)          |
| Килим (12)          |

| Результат | Ранг | Дата     | Турнір                                           | Покриття   | Партнер          | Суперники                           | Рахунок                  |
| --------- | ---- | -------- | ------------------------------------------------ | ---------- | ---------------- | ----------------------------------- | ------------------------ |
| Поразка   | 1.   | Лип 1985 | Гілверсум, Нідерланди                            | Ґрунт      | Карл Лімбергер   | Стефан Сімонссон Ганс Сімонссон     | 3–6, 4–6                 |
| Поразка   | 2.   | Січ 1987 | Окленд, Нова Зеландія                            | Тверде     | Карл Лімбергер   | Келлі Джонс Бред Пірс               | 6–7, 6–7                 |
| Поразка   | 3.   | Лип 1987 | Бордо, Франція                                   | Ґрунт      | Даррен Кейгілл   | Серхіо Касаль Еміліо Санчес Вікаріо | 3–6, 3–6                 |
| Поразка   | 4.   | Сер 1987 | Рай-Брук, США                                    | Тверде     | Карл Лімбергер   | Ллойд Бурн Джефф Клапарда           | 3–6, 3–6                 |
| Поразка   | 5.   | Січ 1988 | Аделаїда, Австралія                              | Тверде     | Карл Лімбергер   | Даррен Кейгілл Марк Кратцманн       | 6–4, 2–6, 5–7            |
| Перемога  | 1.   | Вер 1988 | Лос-Анджелес, США                                | Тверде     | Джон Макінрой    | Лібор Пімек Міхіл Схаперс           | 6–4, 6–4                 |
| Перемога  | 2.   | Жов 1988 | Сан-Франциско, США                               | Килим      | Джон Макінрой    | Рік Ліч Джим П'ю                    | 6–4, 7–6                 |
| Перемога  | 3.   | Тра 1989 | Монте-Карло, Монако                              | Ґрунт      | Томаш Шмід       | Паоло Кане Дієго Наргісо            | 1–6, 6–4, 6–2            |
| Перемога  | 4.   | Тра 1989 | Відкритий чемпіонат США з тенісу                 | Тверде     | Джон Макінрой    | Кен Флек Роберт Сегусо              | 6–4, 4–6, 6–3, 6–3       |
| Поразка   | 6.   | Жов 1990 | Брисбен, Австралія                               | Тверде     | Браян Герроу     | Джейсон Столтенберг Тодд Вудбрідж   | 6–2, 4–6, 4–6            |
| Перемога  | 5.   | Лют 1991 | Брюссель, Бельгія                                | Килим      | Тодд Вудбрідж    | Лібор Пімек Міхіл Схаперс           | 6–3, 6–0                 |
| Перемога  | 6.   | Бер 1991 | Копенгаген, Данія                                | Килим      | Тодд Вудбрідж    | Мансур Бахрамі Андрій Ольховський   | 6–3, 6–1                 |
| Перемога  | 7.   | Чер 1991 | Лондон/Queen's Club, Англія                      | Трава      | Тодд Вудбрідж    | Грант Коннелл Гленн Мічібата        | 7–6, 6–4                 |
| Перемога  | 8.   | Вер 1991 | Брисбен, Австралія                               | Тверде     | Тодд Вудбрідж    | Джон Фіцджеральд Гленн Мічібата     | 7–6, 6–3                 |
| Перемога  | 9.   | Січ 1992 | Відкритий чемпіонат Австралії з тенісу           | Тверде     | Тодд Вудбрідж    | Келлі Джонс Рік Ліч                 | 6–4, 6–3, 6–4            |
| Перемога  | 10.  | Лют 1992 | Мемфіс, США                                      | Тверде (i) | Тодд Вудбрідж    | Кевін Каррен Гері Мюллер            | 7–6, 6–1                 |
| Перемога  | 11.  | Лют 1992 | Філадельфія, США                                 | Килим (i)  | Тодд Вудбрідж    | Джим Грабб Річі Ренеберг            | 6–4, 7–6                 |
| Перемога  | 12.  | Кві 1992 | Сінгапур                                         | Тверде     | Тодд Вудбрідж    | Грант Коннелл Гленн Мічібата        | 6–7, 6–2, 6–4            |
| Перемога  | 13.  | Сер 1992 | Мастерс Цинциннаті, США                          | Тверде     | Тодд Вудбрідж    | Патрік Макінрой Джонатан Старк      | 7–6, 6–4                 |
| Перемога  | 14.  | Жов 1992 | Токіо, Японія                                    | Тверде (i) | Тодд Вудбрідж    | Джим Грабб Річі Ренеберг            | 7–6, 7–6                 |
| Перемога  | 15.  | Лис 1992 | Стокгольм, Швеція                                | Килим (i)  | Тодд Вудбрідж    | Стів Девріє Девід Макферсон         | 6–3, 6–4                 |
| Перемога  | 16.  | Лис 1992 | Фінал ATP, Йоганнесбург                          | Тверде (i) | Тодд Вудбрідж    | Джон Фітцджералд Андерс Яррід       | 6–2, 7–6, 5–7, 3–6, 6–3  |
| Перемога  | 17.  | Січ 1993 | Аделаїда, Австралія                              | Тверде     | Тодд Вудбрідж    | Джон Фітцджералд Лорі Вордер        | 6–4, 7–5                 |
| Перемога  | 18.  | Лют 1993 | Мемфіс, США                                      | Тверде (i) | Тодд Вудбрідж    | Якко Елтінг Паул Гаргейс            | 6–4, 4–6, 6–3            |
| Перемога  | 19.  | Чер 1993 | London/Queen's Club, Велика Британія             | Трава      | Тодд Вудбрідж    | Ніл Брод Гері Мюллер                | 6–4, 6–7, 6–3            |
| Перемога  | 20.  | Лип 1993 | Вімблдонський турнір, Велика Британія            | Трава      | Тодд Вудбрідж    | Грант Коннелл Патрік Гелбрайт       | 7–6, 6–3, 7–6            |
| Перемога  | 21.  | Лис 1993 | Стокгольм, Швеція                                | Килим (i)  | Тодд Вудбрідж    | Гері Мюллер Дані Віссер             | 7–6, 5–7, 7–6            |
| Поразка   | 7.   | Лис 1993 | Doubles Championships, Йоганнесбург              | Тверде (i) | Тодд Вудбрідж    | Якко Елтінг Паул Гаргейс            | 6–7, 6–7, 4–6            |
| Перемога  | 22.  | Лют 1994 | Dubai Tennis Championships, ОАЕ                  | Тверде     | Тодд Вудбрідж    | Даррен Кейгілл Джон Фітцджералд     | 6–7, 6–4, 6–2            |
| Перемога  | 23.  | Кві 1994 | Ніцца, Франція                                   | Ґрунт      | Хав'єр Санчес    | Гендрік Ян Давідс Піт Норвал        | 7–5, 6–3                 |
| Перемога  | 24.  | Тра 1994 | Пайнгерст, США                                   | Ґрунт      | Тодд Вудбрідж    | Джаред Палмер Річі Ренеберг         | 6–2, 3–6, 6–3            |
| Поразка   | 8.   | Чер 1994 | London/Queen's Club, Велика Британія             | Трава      | Тодд Вудбрідж    | Ян Апелль Йонас Бйоркман            | 7–5, 6–7, 4–6            |
| Перемога  | 25.  | Лип 1994 | Вімблдонський турнір, Велика Британія            | Трава      | Тодд Вудбрідж    | Грант Коннелл Патрік Гелбрайт       | 7–6, 6–3, 6–1            |
| Перемога  | 26.  | Сер 1994 | Лос-Анджелес, США                                | Тверде     | Джон Фітцджералд | Скотт Девіс Браян Макфі             | 4–6, 6–2, 6–0            |
| Перемога  | 27.  | Сер 1994 | Індіанаполіс, США                                | Тверде     | Тодд Вудбрідж    | Джим Грабб Річі Ренеберг            | 6–4, 6–2                 |
| Поразка   | 9.   | Вер 1994 | Відкритий чемпіонат США                          | Тверде     | Тодд Вудбрідж    | Якко Елтінг Паул Гаргейс            | 3–6, 6–7                 |
| Перемога  | 28.  | Жов 1994 | Стокгольм, Швеція                                | Килим (i)  | Тодд Вудбрідж    | Ян Апелль Йонас Бйоркман            | 6–4, 4–6, 6–3            |
| Поразка   | 10.  | Лис 1994 | Doubles Championships, Джакарта                  | Тверде (i) | Тодд Вудбрідж    | Ян Апелль Йонас Бйоркман            | 4–6, 6–4, 6–4, 6–7, 6–7  |
| Перемога  | 29.  | Січ 1995 | Сідней, Австралія                                | Тверде     | Тодд Вудбрідж    | Тревор Кронеманн Девід Макферсон    | 7–6, 6–4                 |
| Перемога  | 30.  | Бер 1995 | Відкритий чемпіонат Маямі з тенісу, США          | Тверде     | Тодд Вудбрідж    | Джим Грабб Патрік Макінрой          | 6–4, 3–6, 7–6            |
| Перемога  | 31.  | Тра 1995 | Пайнгерст, США                                   | Ґрунт      | Тодд Вудбрідж    | Алекс О'Браєн Сендон Столл          | 6–2, 6–4                 |
| Перемога  | 32   | Тра 1995 | Делрей-Біч, США                                  | Ґрунт      | Тодд Вудбрідж    | Серхіо Касаль Еміліо Санчес Вікаріо | 6–3, 6–1                 |
| Перемога  | 33.  | Лип 1995 | Вімблдонський турнір, Велика Британія            | Трава      | Тодд Вудбрідж    | Рік Ліч Скотт Мелвілл               | 7–5, 7–6, 7–6            |
| Перемога  | 34.  | Сер 1995 | Цинциннаті, США                                  | Тверде     | Тодд Вудбрідж    | Марк Ноулз (тенісист) Деніел Нестор | 6–4, 6–4                 |
| Перемога  | 35.  | Вер 1995 | Відкритий чемпіонат США                          | Тверде     | Тодд Вудбрідж    | Алекс О'Браєн Сендон Столл          | 6–3, 6–3                 |
| Поразка   | 11.  | Жов 1995 | Відень, Австрія                                  | Килим      | Тодд Вудбрідж    | Елліс Феррейра Ян Сімерінк          | 4–6, 5–7                 |
| Перемога  | 36.  | Січ 1996 | Аделаїда, Австралія                              | Тверде     | Тодд Вудбрідж    | Йонас Бйоркман Томмі Го             | 7–5, 7–6                 |
| Поразка   | 12.  | Лют 1996 | Мемфіс, США                                      | Тверде (i) | Тодд Вудбрідж    | Марк Ноулз (тенісист) Деніел Нестор | 4–6, 5–7                 |
| Перемога  | 37.  | Бер 1996 | Філадельфія, США                                 | Килим (i)  | Тодд Вудбрідж    | Байрон Блек Грант Коннелл           | 7–6, 6–2                 |
| Перемога  | 38.  | Бер 1996 | Індіан-Веллс, США                                | Тверде     | Тодд Вудбрідж    | Браян Макфі Майкл Теббутт           | 6–3, 6–4                 |
| Перемога  | 39.  | Кві 1996 | Мастерс Маямі, США                               | Тверде     | Тодд Вудбрідж    | Елліс Феррейра Патрік Гелбрайт      | 6–3, 6–7, 7–6            |
| Перемога  | 40.  | Кві 1996 | Токіо, Японія                                    | Тверде     | Тодд Вудбрідж    | Марк Ноулз (тенісист) Рік Ліч       | 6–2, 6–3                 |
| Перемога  | 41.  | Тра 1996 | Корал-Спрінгс, США                               | Ґрунт      | Тодд Вудбрідж    | Іван Бейрон Бретт Гансен-Дент       | 6–3, 6–3                 |
| Перемога  | 42.  | Чер 1996 | London/Queen's Club, Велика Британія             | Трава      | Тодд Вудбрідж    | Себастьян Ларо Алекс О'Браєн        | 6–2, 6–7, 6–3            |
| Перемога  | 43.  | Лип 1996 | Вімблдонський турнір, Велика Британія            | Трава      | Тодд Вудбрідж    | Байрон Блек Грант Коннелл           | 4–6, 6–1, 6–3, 6–2       |
| Перемога  | 44.  | Лип 1996 | Теніс на літніх Олімпійських іграх 1996, Атланта | Тверде     | Тодд Вудбрідж    | Ніл Брод Тім Генман                 | 6–4, 6–4, 6–2            |
| Перемога  | 45.  | Вер 1996 | Відкритий чемпіонат США                          | Тверде     | Тодд Вудбрідж    | Якко Елтінг Паул Гаргейс            | 4–6, 7–6, 7–6            |
| Перемога  | 46.  | Жов 1996 | Сінгапур                                         | Килим      | Тодд Вудбрідж    | Мартін Дамм Андрій Ольховський      | 7–6, 7–6                 |
| Перемога  | 47.  | Лис 1996 | Doubles Championships, Гартфорд                  | Килим      | Тодд Вудбрідж    | Себастьян Ларо Алекс О'Браєн        | 6–4, 5–7, 6–2, 7–6       |
| Поразка   | 13.  | Січ 1997 | Аделаїда, Австралія                              | Тверде     | Тодд Вудбрідж    | Патрік Рафтер Браян Шелтон          | 4–6, 6–1, 3–6            |
| Перемога  | 48.  | Січ 1997 | Відкритий чемпіонат Австралії                    | Тверде     | Тодд Вудбрідж    | Себастьян Ларо Алекс О'Браєн        | 4–6, 7–5, 7–5, 6–3       |
| Перемога  | 49.  | Бер 1997 | Маямі, США                                       | Тверде     | Тодд Вудбрідж    | Марк Ноулз (тенісист) Деніел Нестор | 6–4, 3–6, 6–3            |
| Поразка   | 14.  | Чер 1997 | Відкритий чемпіонат Франції з тенісу             | Ґрунт      | Тодд Вудбрідж    | Євген Кафельников Даніель Вацек     | 6–7, 6–4, 3–6            |
| Перемога  | 50.  | Лип 1997 | Вімблдонський турнір, Англія                     | Трава      | Тодд Вудбрідж    | Якко Елтінг Паул Гаргейс            | 7–6, 7–6, 5–7, 6–3       |
| Перемога  | 51.  | Сер 1997 | Цинциннаті, США                                  | Тверде     | Тодд Вудбрідж    | Марк Філіппуссіс Патрік Рафтер      | 6–4, 6–2                 |
| Перемога  | 52.  | Жов 1997 | Штутгарт, Німеччина                              | Килим (i)  | Тодд Вудбрідж    | Рік Ліч Джонатан Старк              | 7–6, 7–6                 |
| Перемога  | 53.  | Січ 1998 | Сідней, Австралія                                | Тверде     | Тодд Вудбрідж    | Якко Елтінг Деніел Нестор           | 6–3, 7–5                 |
| Поразка   | 15.  | Лют 1998 | Відкритий чемпіонат Австралії                    | Тверде     | Тодд Вудбрідж    | Йонас Бйоркман Якко Елтінг          | 2–6, 7–5, 6–2, 4–6, 3–6  |
| Перемога  | 54.  | Лют 1998 | Сан-Хосе, США                                    | Тверде (i) | Тодд Вудбрідж    | Нелсон Аертс Андре Са               | 6–1, 7–5                 |
| Перемога  | 55.  | Лют 1998 | Мемфіс, США                                      | Тверде (i) | Тодд Вудбрідж    | Елліс Феррейра Давід Родіті         | 6–4, 6–2                 |
| Поразка   | 16.  | Кві 1998 | Монте-Карло, Монако                              | Ґрунт      | Тодд Вудбрідж    | Якко Елтінг Паул Гаргейс            | 4–6, 2–6                 |
| Перемога  | 56.  | Тра 1998 | Мюнхен, Німеччина                                | Ґрунт      | Тодд Вудбрідж    | Джошуа Ігл Ендрю Флорент            | 6–0, 6–3                 |
| Поразка   | 17.  | Лип 1998 | Вімблдонський турнір, Англія                     | Трава      | Тодд Вудбрідж    | Якко Елтінг Паул Гаргейс            | 6–2, 4–6, 6–7, 7–5, 8–10 |
| Поразка   | 18.  | Жов 1998 | Шанхай, КНР                                      | Килим (i)  | Тодд Вудбрідж    | Магеш Бгупаті Леандер Паес          | 4–6, 7–6, 6–7            |
| Перемога  | 57.  | Жов 1998 | Сінгапур                                         | Килим (i)  | Тодд Вудбрідж    | Магеш Бгупаті Леандер Паес          | 6–2, 6–3                 |
| Перемога  | 58.  | Лют 1999 | Сан-Хосе, США                                    | Тверде (i) | Тодд Вудбрідж    | Александар Кітінов Ненад Зімоньїч   | 7–5, 6–7, 6–4            |
| Перемога  | 59.  | Лют 1999 | Мемфіс, США                                      | Тверде (i) | Тодд Вудбрідж    | Себастьян Ларо Алекс О'Браєн        | 6–4, 7–5                 |
| Поразка   | 19.  | Тра 1999 | Атланта, США                                     | Ґрунт      | Тодд Вудбрідж    | Патрік Гелбрайт Джастін Гімелстоб   | 7–5, 6–7, 3–6            |
| Поразка   | 20.  | Чер 1999 | London/Queen's Club, Велика Британія             | Трава      | Тодд Вудбрідж    | Себастьян Ларо Алекс О'Браєн        | 3–6, 6–7                 |
| Поразка   | 21.  | Сер 1999 | Цинциннаті, США                                  | Тверде     | Тодд Вудбрідж    | Байрон Блек Йонас Бйоркман          | 3–6, 6–7                 |
| Поразка   | 22.  | Жов 1999 | Шанхай, КНР                                      | Тверде (i) | Тодд Вудбрідж    | Себастьян Ларо Деніел Нестор        | 5–7, 3–6                 |
| Поразка   | 23.  | Жов 1999 | Сінгапур                                         | Килим (i)  | Тодд Вудбрідж    | Максим Мирний Ерік Тайно            | 3–6, 4–6                 |
| Перемога  | 60.  | Січ 2000 | Аделаїда, Австралія                              | Тверде     | Тодд Вудбрідж    | Ллейтон Г'юїтт Сендон Столл         | 6–4, 6–2                 |
| Перемога  | 61.  | Січ 2000 | Сідней, Австралія                                | Тверде     | Тодд Вудбрідж    | Ллейтон Г'юїтт Сендон Столл         | 7–5, 6–4                 |
| Перемога  | 62.  | Кві 2000 | Маямі, США                                       | Тверде     | Тодд Вудбрідж    | Мартін Дамм Домінік Грбатий         | 6–4, 6–1                 |
| Перемога  | 63.  | Тра 2000 | Гамбург, Німеччина                               | Ґрунт      | Тодд Вудбрідж    | Вейн Артурс Сендон Столл            | 6–7, 6–4, 6–3            |
| Перемога  | 64.  | Чер 2000 | Відкритий чемпіонат Франції, Париж               | Ґрунт      | Тодд Вудбрідж    | Паул Гаргейс Сендон Столл           | 7–6, 6–4                 |
| Перемога  | 65.  | Чер 2000 | London/Queen's Club, Велика Британія             | Трава      | Тодд Вудбрідж    | Джонатан Старк Ерік Тайно           | 7–6, 6–4                 |
| Перемога  | 66.  | Лип 2000 | Вімблдонський турнір, Велика Британія            | Трава      | Тодд Вудбрідж    | Паул Гаргейс Сендон Столл           | 6–3, 6–4, 6–1            |
| Перемога  | 67.  | Сер 2000 | Цинциннаті, США                                  | Тверде     | Тодд Вудбрідж    | Елліс Феррейра Рік Ліч              | 7–6, 6–4                 |
| Поразка   | 24.  | Жов 2000 | Теніс на літніх Олімпійських іграх 2000, Сідней  | Тверде     | Тодд Вудбрідж    | Себастьян Ларо Деніел Нестор        | 7–5, 3–6, 4–6, 6–7       |

### Одиночний розряд (4–5)
| Результат | W/L | Дата     | Турнір                | Покриття  | Суперник       | Рахунок            |
| --------- | --- | -------- | --------------------- | --------- | -------------- | ------------------ |
| Перемога  | 1–0 | Січ 1986 | Окленд, Нова Зеландія | Тверде    | Бад Шултс      | 6–4, 6–3, 3–6, 6–4 |
| Перемога  | 2–0 | Січ 1988 | Аделаїда, Австралія   | Тверде    | Веллі Месур    | 6–2, 6–4           |
| Перемога  | 3–0 | Січ 1989 | Аделаїда, Австралія   | Тверде    | Патрік Кюнен   | 7–5, 1–6, 7–5      |
| Поразка   | 3–1 | Жов 1989 | Брисбен, Австралія    | Тверде    | Ніклас Крон    | 6–4, 2–6, 4–6      |
| Поразка   | 3–2 | Сер 1992 | Лос-Анджелес, США     | Тверде    | Ріхард Крайчек | 4–6, 6–2, 4–6      |
| Поразка   | 3–3 | Лис 1992 | Антверпен, Бельгія    | Килим (i) | Ріхард Крайчек | 2–6, 2–6           |
| Перемога  | 4–3 | Лют 1993 | Філадельфія, США      | Килим (i) | Іван Лендл     | 5–4 ret.           |
| Поразка   | 4–4 | Сер 1994 | Лос-Анджелес, США     | Тверде    | Борис Бекер    | 2–6, 2–6           |
| Поразка   | 4–5 | Жов 1998 | Сінгапур              | Килим (i) | Марсело Ріос   | 4–6, 2–6           |

## Досягнення в парному розряді
| W | Ф | ПФ | ЧФ | #Р | КТ | К# | DNQ | A | NH |

| Турнір                                 | 1984                                              | 1985                                              | 1986                                              | 1987                                              | 1988                                              | 1989                                              | 1990  | 1991  | 1992  | 1993  | 1994  | 1995  | 1996  | 1997  | 1998  | 1999  | 2000  | ТУ      | В-П    |
| -------------------------------------- | ------------------------------------------------- | ------------------------------------------------- | ------------------------------------------------- | ------------------------------------------------- | ------------------------------------------------- | ------------------------------------------------- | ----- | ----- | ----- | ----- | ----- | ----- | ----- | ----- | ----- | ----- | ----- | ------- | ------ |
| Турніри Великого шолома                |                                                   |                                                   |                                                   |                                                   |                                                   |                                                   |       |       |       |       |       |       |       |       |       |       |       |         |        |
| Відкритий чемпіонат Австралії з тенісу | 1р                                                | 1р                                                | NH                                                | 1р                                                | 2р                                                | ПФ                                                | 2р    | ПФ    | П     | 1р    | ЧФ    | 3р    | 1р    | П     | Ф     | ПФ    | ПФ    | 2 / 16  | 40–14  |
| Відкритий чемпіонат Франції з тенісу   |                                                   |                                                   | 2р                                                | 2р                                                | ПФ                                                | 3р                                                |       | 3р    | 3р    | ПФ    | ЧФ    | 1р    | ПФ    | Ф     | 3р    | 1р    | 2000  | 1 / 14  | 36–13  |
| Вімблдонський турнір                   |                                                   |                                                   | 3р                                                | ЧФ                                                | ЧФ                                                | 2р                                                |       | ЧФ    | ПФ    | П     | П     | П     | П     | П     | Ф     | ЧФ    | П     | 6 / 14  | 59–8   |
| Відкритий чемпіонат США з тенісу       |                                                   |                                                   |                                                   | 1р                                                | 2р                                                | П                                                 | 1р    | ПФ    | ПФ    | 3р    | Ф     | П     | П     | 1р    | 3р    | ЧФ    | 2р    | 3 / 14  | 39–11  |
| ТУ                                     | 0 / 1                                             | 0 / 1                                             | 0 / 2                                             | 0 / 4                                             | 0 / 4                                             | 1 / 4                                             | 0 / 2 | 0 / 4 | 1 / 4 | 1 / 4 | 1 / 4 | 2 / 4 | 2 / 4 | 2 / 4 | 0 / 4 | 0 / 4 | 2 / 4 | 12 / 58 | N/A    |
| В-П                                    | 0–1                                               | 0–1                                               | 3–2                                               | 4–4                                               | 9–4                                               | 13–3                                              | 1–2   | 13–4  | 16–3  | 12–3  | 16–3  | 14–2  | 16–2  | 17–2  | 14–4  | 9–4   | 17–2  | N/A     | 174–46 |
| Чемпіонати закінчення сезону           |                                                   |                                                   |                                                   |                                                   |                                                   |                                                   |       |       |       |       |       |       |       |       |       |       |       |         |        |
| Фінал ATP                              |                                                   |                                                   |                                                   |                                                   |                                                   |                                                   |       | ПФ    | П     | Ф     | Ф     | ПФ    | П     | RR    | RR    | ПФ    |       | 2 / 9   | 25–13  |
| Серія Мастерс ATP                      |                                                   |                                                   |                                                   |                                                   |                                                   |                                                   |       |       |       |       |       |       |       |       |       |       |       |         |        |
| Індіан-Веллс                           | Перед 1990 роком це не були турніри серії Мастерс | Перед 1990 роком це не були турніри серії Мастерс | Перед 1990 роком це не були турніри серії Мастерс | Перед 1990 роком це не були турніри серії Мастерс | Перед 1990 роком це не були турніри серії Мастерс | Перед 1990 роком це не були турніри серії Мастерс |       |       | ЧФ    |       | ЧФ    | ПФ    | П     | ПФ    | 2р    | 2р    | ЧФ    | 1 / 8   | 11–7   |
| Відкритий чемпіонат Маямі з тенісу     | Перед 1990 роком це не були турніри серії Мастерс | Перед 1990 роком це не були турніри серії Мастерс | Перед 1990 роком це не були турніри серії Мастерс | Перед 1990 роком це не були турніри серії Мастерс | Перед 1990 роком це не були турніри серії Мастерс | Перед 1990 роком це не були турніри серії Мастерс |       |       |       |       | 3р    | П     | П     | П     | 2р    | 3р    | П     | 4 / 7   | 17–3   |
| Монте-Карло                            | Перед 1990 роком це не були турніри серії Мастерс | Перед 1990 роком це не були турніри серії Мастерс | Перед 1990 роком це не були турніри серії Мастерс | Перед 1990 роком це не були турніри серії Мастерс | Перед 1990 роком це не були турніри серії Мастерс | Перед 1990 роком це не були турніри серії Мастерс |       | 2р    |       |       | 2р    | 2р    |       |       | Ф     | 2р    |       | 0 / 5   | 5–5    |
| Рим                                    | Перед 1990 роком це не були турніри серії Мастерс | Перед 1990 роком це не були турніри серії Мастерс | Перед 1990 роком це не були турніри серії Мастерс | Перед 1990 роком це не були турніри серії Мастерс | Перед 1990 роком це не були турніри серії Мастерс | Перед 1990 роком це не були турніри серії Мастерс |       | 1р    | 1р    |       |       |       |       | 1р    | 1р    |       | 2р    | 0 / 5   | 1–5    |
| Гамбург                                | Перед 1990 роком це не були турніри серії Мастерс | Перед 1990 роком це не були турніри серії Мастерс | Перед 1990 роком це не були турніри серії Мастерс | Перед 1990 роком це не були турніри серії Мастерс | Перед 1990 роком це не були турніри серії Мастерс | Перед 1990 роком це не були турніри серії Мастерс |       | 1р    |       |       |       |       |       |       |       |       | П     | 1 / 2   | 5–1    |
| Мастерс Канада                         | Перед 1990 роком це не були турніри серії Мастерс | Перед 1990 роком це не були турніри серії Мастерс | Перед 1990 роком це не були турніри серії Мастерс | Перед 1990 роком це не були турніри серії Мастерс | Перед 1990 роком це не були турніри серії Мастерс | Перед 1990 роком це не були турніри серії Мастерс | 2р    | ПФ    |       |       |       |       | ЧФ    |       |       | 1р    |       | 0 / 4   | 5–4    |
| Мастерс Цинциннаті                     | Перед 1990 роком це не були турніри серії Мастерс | Перед 1990 роком це не були турніри серії Мастерс | Перед 1990 роком це не були турніри серії Мастерс | Перед 1990 роком це не були турніри серії Мастерс | Перед 1990 роком це не були турніри серії Мастерс | Перед 1990 роком це не були турніри серії Мастерс | 1р    | 1р    | П     | 1р    | ПФ    | П     | ЧФ    | П     | ЧФ    | Ф     | П     | 4 / 11  | 25–7   |
| Штутгарт (Стокгольм)                   | Перед 1990 роком це не були турніри серії Мастерс | Перед 1990 роком це не були турніри серії Мастерс | Перед 1990 роком це не були турніри серії Мастерс | Перед 1990 роком це не були турніри серії Мастерс | Перед 1990 роком це не були турніри серії Мастерс | Перед 1990 роком це не були турніри серії Мастерс |       |       | П     | П     | П     | ПФ    | ЧФ    | П     | ЧФ    | ПФ    | 1р    | 4 / 9   | 20–5   |
| Париж                                  | Перед 1990 роком це не були турніри серії Мастерс | Перед 1990 роком це не були турніри серії Мастерс | Перед 1990 роком це не були турніри серії Мастерс | Перед 1990 роком це не були турніри серії Мастерс | Перед 1990 роком це не були турніри серії Мастерс | Перед 1990 роком це не були турніри серії Мастерс |       | ЧФ    | 2р    | ЧФ    | ПФ    | ПФ    | ПФ    | 2р    | ЧФ    | ЧФ    |       | 0 / 9   | 10–9   |
| ТУ                                     | N/A                                               | N/A                                               | N/A                                               | N/A                                               | N/A                                               | N/A                                               | 0 / 2 | 0 / 6 | 2 / 5 | 1 / 3 | 1 / 6 | 2 / 6 | 2 / 6 | 3 / 6 | 0 / 7 | 0 / 7 | 3 / 6 | 14 / 60 | N/A    |
| В-П                                    | N/A                                               | N/A                                               | N/A                                               | N/A                                               | N/A                                               | N/A                                               | 1–2   | 5–6   | 9–3   | 5–2   | 10–5  | 13–4  | 14–4  | 15–3  | 6–7   | 8–7   | 18–3  | N/A     | 99–46  |
| Рейтинг на кінець року                 | 193                                               | 141                                               | 140                                               | 53                                                | 18                                                | 6                                                 | 118   | 11    | 1     | 8     | 3     | 2     | 1     | 2     | 6     | 11    | 1     |         |        |